# Sietzsch
Sietzsch ist eine Ortschaft der Stadt Landsberg in Sachsen-Anhalt. Sie besteht aus den Ortsteilen Sietzsch (mit Emsdorf), Bageritz und Lohnsdorf (mit Siedersdorf).

## Geschichte

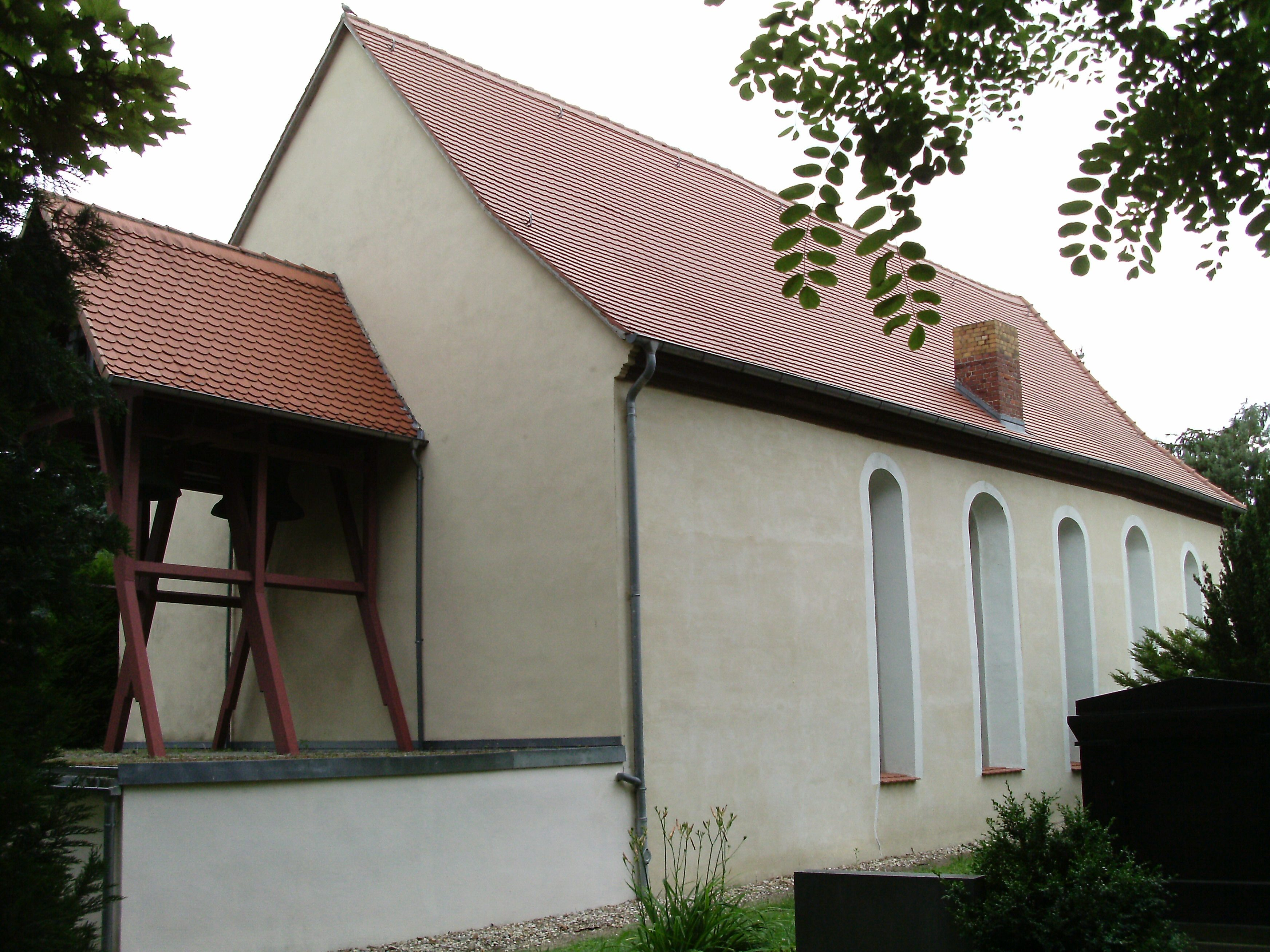
Kirche in Sietzsch

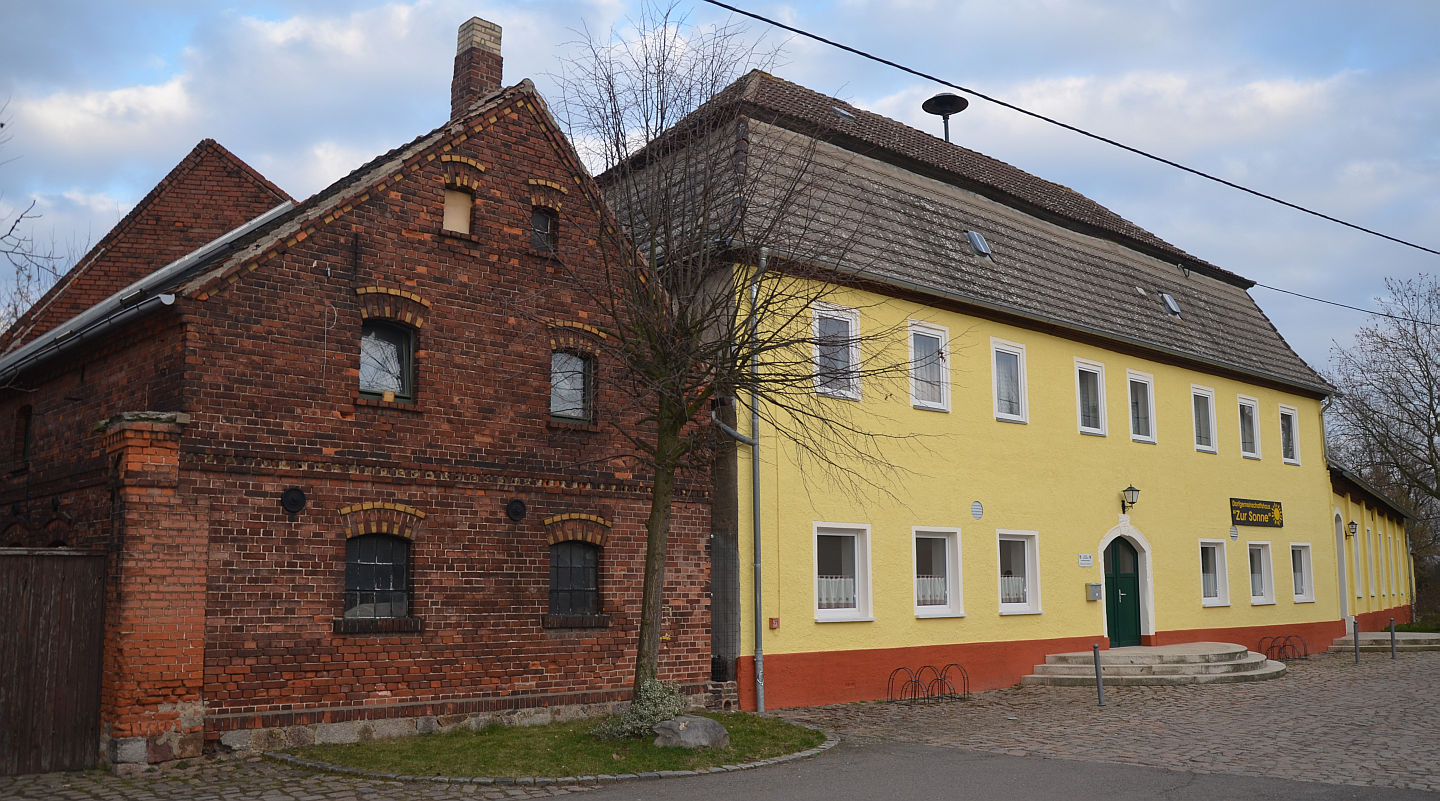
Dorfgemeinschaftshaus „Zur Sonne“

Die slawische Siedlung Sietzsch wurde 1284 als „Szicz“ erwähnt. Bageritz ist ebenfalls slawischen Ursprungs und wurde 1346 „Bawritz“ genannt. Lohnsdorf erscheint hingegen im Jahr als 1349/50 als deutsche Gründung mit dem Namen „Lodemsdorf“. Zwischen Lohnsdorf und Sietzsch entstand der Ort Siedersdorf, zwischen Sietzsch und Bageritz der Ort Emsdorf.
Sietzsch, Bageritz, Lohnsdorf, Emsdorf und Siedersdorf gehörten bis 1815 zum kursächsischen bzw. königlich-sächsischen Amt Delitzsch. Durch die Beschlüsse des Wiener Kongresses kamen sie zu Preußen und wurden 1816 dem Kreis Delitzsch im Regierungsbezirk Merseburg der Provinz Sachsen zugeteilt, zu dem sie bis 1950 gehörten.
Nach Antrag einiger Gemeinden südlich von Landsberg wurde 1908 die Station „Gollma“ an der 1872 eröffneten Eisenbahnstrecke Halle–Sorau eingerichtet. Der Halt nördlich von Lohnsdorf wurde später in „Landsberg (b Halle/Saale) Süd“ umbenannt. Am 1. April erfolgte die Eingemeindung von Emsdorf nach Sietzsch, im gleichen Jahr wurde Siedersdorf ein Ortsteil von Lohnsdorf.
Im Zuge der ersten Kreisreform in der DDR wurden am 15. Juni 1950 Sietzsch, Bageritz und Lohnsdorf wie die nördlich gelegene Stadt Landsberg dem neu zugeschnittenen Saalkreis zugeordnet, der 1952 zum neuen Saalkreis im Bezirk Halle kam. Fast zeitgleich mit der Zuordnung zum Saalkreis wurden die Orte Bageritz und Lohnsdorf am 20. Juli 1950 nach Sietzsch eingemeindet.
Die in der Gegend südlich von Landsberg in 40 Metern Tiefe lagernde Braunkohle war seit den 1970er Jahren für den Abbau vorgesehen. Bereits 1919 erwarb eine Firma aus Berlin Feldgrundstücke und schloss nach erfolgreichen Bohrungen erste Kohleabbauverträge ab. Die Regierung der DDR plante den Aufschluss des Tagebaus Hatzfeld südlich von Landsberg für das Jahr 1990. Dies wäre nach den Tagebauen Delitzsch-Südwest und Breitenfeld der dritte von fünf Tagebauen im Gebiet zwischen Delitzsch im Norden und Leipzig im Süden geworden. Jedoch führte die mit der Deutschen Wiedervereinigung 1989/90 einhergehende wirtschaftliche Veränderung zu einem drastischen Rückgang des Braunkohlebedarfs, was eine vorzeitige schnelle Stilllegung der bereits aufgeschlossenen Tagebaue Delitzsch-Südwest und Breitenfeld bis 1993 zur Folge hatte.
Der 1990 geplante Aufschluss des Tagebaus Hatzfeld wurde nicht ausgeführt und der Baustopp für den Ort aufgehoben.
1994 erfolgte der erste Spatenstich für ein neues Wohngebiet und Gewerbegebiet. Die Gemeinde Sietzsch führte bis zu ihrer Eingemeindung nach Landsberg am 1. Januar 2005 ein eigenes Wappen. Der zuständige Ortsbürgermeister ist Jens Brünnel.

## Vereine

### Feuerwehr Sietzsch e. V.
Zur Unterstützung der Tätigkeit der Freiwilligen Feuerwehr Sietzsch wurde am 31. Dezember 2001 der Verein Feuerwehr Sietzsch e. V. gegründet.

### SV Sietzsch e. V.
Am 1. Februar 1949 wurde die Sportgemeinschaft Lohnsdorf, die aus den Sektionen Geräteturnen, Gymnastik und Leichtathletik bestand, gegründet. 1950 wurde die SG Lohnsdorf in die SG Sietzsch umbenannt. Am 26. Juni 1951 wurde eine Sektion Fußball gegründet. Heute hat der Verein die Sektionen Fußball und Beachvolleyball.